# إسحاق إتش. دوفال
إسحاق إتش. دوفال هو ضابط وسياسي أمريكي، ولد في 1 سبتمبر 1824 في ويلسبورغ في الولايات المتحدة، وتوفي في 10 يوليو 1902 في فيرجينيا الغربية في الولايات المتحدة. نشط حزبياً في الحزب الجمهوري. وقد انتخب عضو مجلس ولاية فيرجينيا الغربية ‏ وانتخب عضو مجلس النواب الأمريكي ‏.